# Lakewood Shores, Illinois
Lakewood Shores là một nơi ấn định cho điều tra dân số thuộc quận Will, tiểu bang Illinois, Hoa Kỳ. Năm 2010, dân số của nơi ấn định cho điều tra dân số này là 1347 người.

## Dân số
Dân số qua các năm:
- Năm 2000: 1487 người.
- Năm 2010: 1347 người.